# Kostelec (Fulnek)

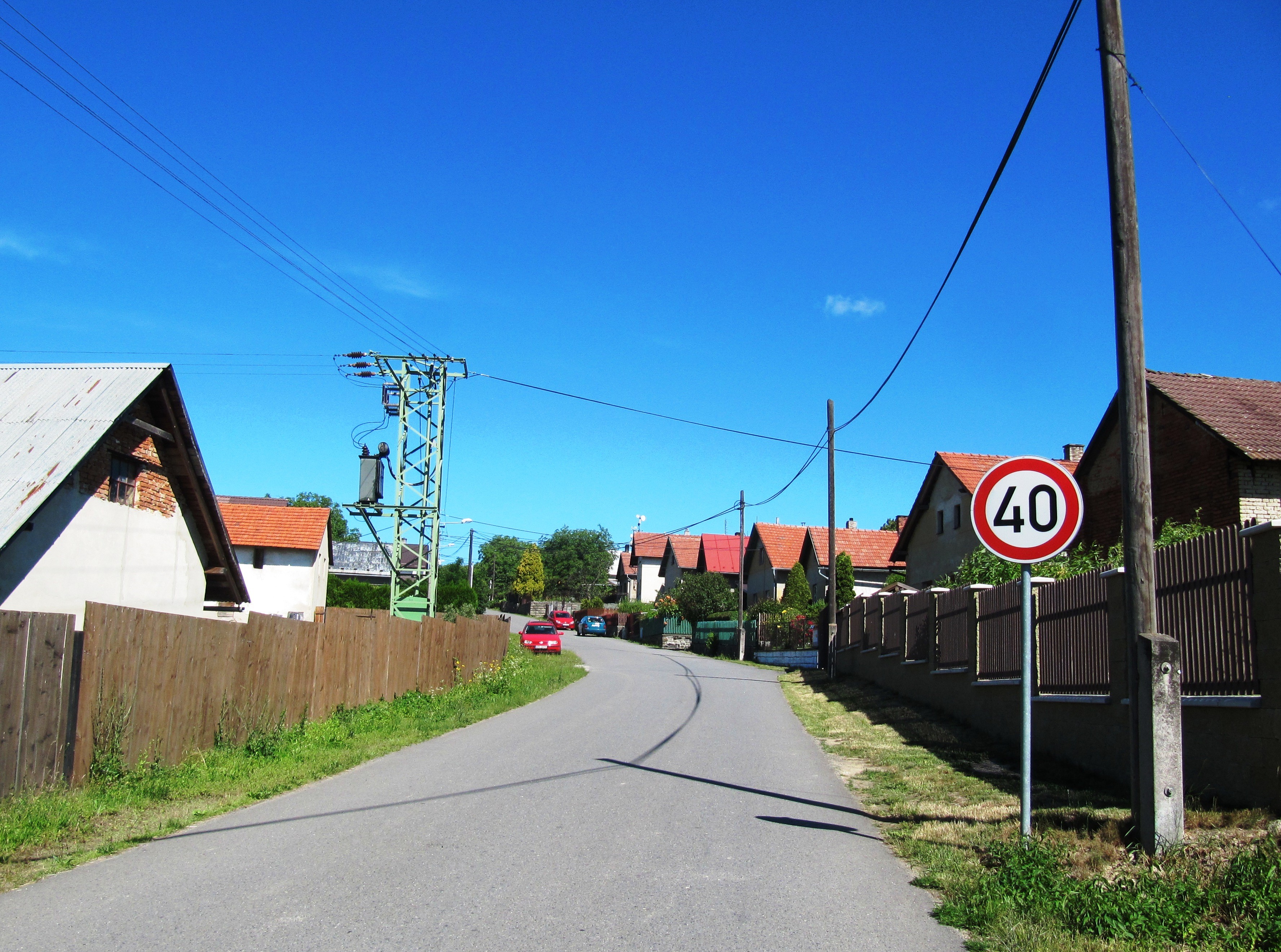
Dorfstraße

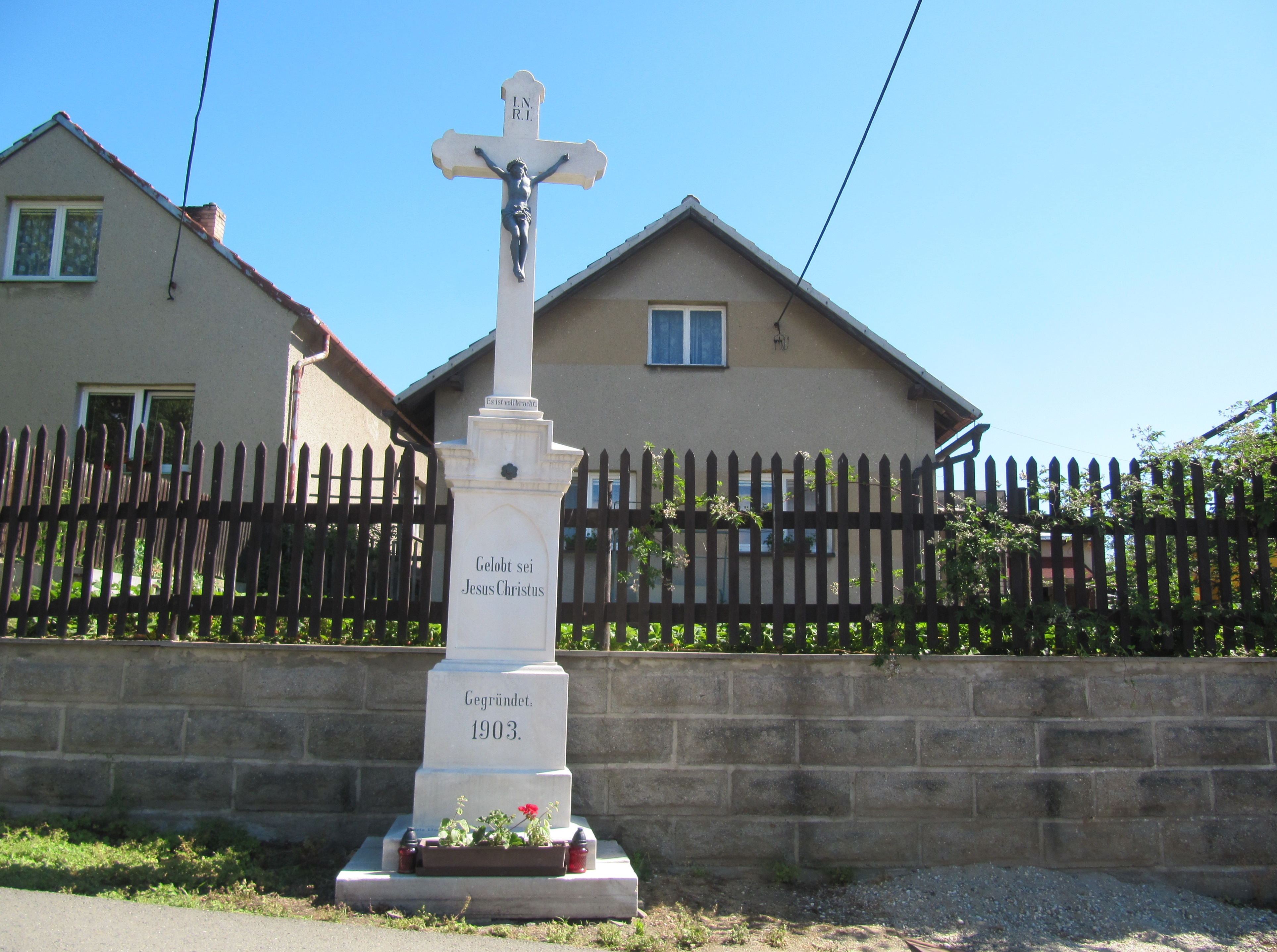
Kreuz

Kostelec (deutsch Hochkirch, auch Hochkirchen) ist ein Ortsteil der Stadt Fulnek in Tschechien. Er liegt zweieinhalb Kilometer nordöstlich von Fulnek und gehört zum Okres Nový Jičín.

## Geographie
Kostelec befindet sich auf einer Hochfläche der Vítkovská vrchovina (Wigstadtler Bergland). Im Norden erhebt sich der Děrenský kopec (398 m n.m.). Gegen Osten liegt das Tal des Děrenský potok (Entebach), südwestlich des Dorfes entspringt der Kostelecký potok. Am südlichen Ortsrand verläuft die Staatsstraße II/442 zwischen Fulnek und Bílovec. Das Dorf liegt im Naturpark Oderské vrchy.
Nachbarorte sind Lukavec und Dolní Nový Dvůr im Norden, Bravinné und Jílovec im Nordosten, Pohořílky im Osten, Kujavy im Südosten, Hladké Životice und Stachovice im Süden, Fulnek und Slezsko im Südwesten sowie Děrné im Nordwesten.

## Geschichte
Die Kolonie Hochkirch wurde 1786 durch die k.k. Staatsgüterverwaltung Jičín im Zuge der Raabisation auf den parzellierten Fluren des zum Staatsgut Petrowitz gehörigen ehemaligen Klosterhofes Tyrn gegründet. Die überwiegend deutschsprachigen Siedler kamen größtenteils aus Tyrn, einige auch aus Eilowitz und anderen Dörfern bei Fulnek. Der Ortsname wurde vermutlich von der Lage der Kolonie auf der Höhe über der Tyrner Kirche hergeleitet, eine Kirche oder Kapelle gab es in der Kolonie nicht. Zu Beginn der 1790er Jahre erhielt Hochkirch ein eigenes Ortssiegel; das redende Wappen zeigte ein Kirchengebäude. 1825 verkaufte die k. k. Staatsgüterveräußerungskommission die schlesischen Güter des ehemaligen Augustinerstiftes Fulnek als Gut Luk und Petrowitz an den Besitzer der Primogenitur-Pekuniar-Fideikommissherrschaft Fulnek mit Groß Glockersdorf, Klein Glockersdorf und Stettin, Karl Joseph Czeike von Badenfeld.
Im Jahre 1834 bestand das Gassendorf Hochkirchen bzw. Kostelec aus 30 Häusern, in denen 222 deutschsprachige Personen lebten. Haupterwerbsquelle war der Ackerbau. Pfarr- und Schulort war Fulnek. 1842 erwarb Christian Freiherr von Stockmar die Herrschaften Fulnek und Petrowitz; er verlegte die Verwaltung der Minderherrschaft Petrowitz von Luk nach Fulnek.
Nach der Aufhebung der Patrimonialherrschaften bildete Hochkirchen / Kostelec ab 1849 einen Ortsteil der Gemeinde Tyrn / Drnné im Gerichtsbezirk Wagstadt. Ab 1869 gehörte Hochkirchen zum Bezirk Troppau. Zu dieser Zeit hatte das Dorf 167 Einwohner und bestand aus 30 Häusern. 1896 wurde Hochkirchen dem neu gebildeten Bezirk Wagstadt zugeordnet. Im Jahre 1900 lebten in Hochkirch 163 Personen; 1910 waren es ebenso viele. Beim Zensus von 1921 lebten in den 32 Häusern des Dorfes 138 Menschen, darunter 122 Deutsche und 16 Tschechen. Im Jahre 1930 bestand Hochkirch aus 41 Häusern und hatte 156 Einwohner.
Nach dem Münchner Abkommen wurde das Dorf 1938 dem Deutschen Reich zugesprochen und gehörte bis 1945 zum Landkreis Wagstadt. Nach dem Ende des Zweiten Weltkrieges kam Kostelec zur Tschechoslowakei zurück, die meisten der deutschsprachigen Bewohner wurden 1946 vertrieben und das Dorf neu besiedelt. Im Jahre 1950 hatte das Dorf nur noch 117 Einwohner. Bei der Gebietsreform von 1960 wurde der Okres Bílovec aufgehoben und Kostelec in den Okres Nový Jičín eingegliedert. Am 1. April 1976 erfolgte die Eingemeindung nach Fulnek. Beim Zensus von 2001 lebten in den 33 Häusern von Kostelec 85 Personen. Im Jahre 2010 hatte der Ortsteil 109 Einwohner.

## Ortsgliederung
Der Ortsteil Kostelec ist Teil des Katastralbezirks Děrné.

## Sehenswürdigkeiten
- Steinernes Kreuz im Ortszentrum, errichtet 1903
- Bildstock, am nördlichen Ortsrand